# Fleurat
Fleurat ist eine französische Gemeinde mit 307 Einwohnern (Stand: 1. Januar 2022) im Département Creuse in der Region Nouvelle-Aquitaine. Sie gehört zum Arrondissement Guéret und zum Kanton Le Grand-Bourg. Sie grenzt im Westen und im Norden an Naillat, im Osten an Bussière-Dunoise, im Südosten an Saint-Vaury, im Süden an Le Grand-Bourg und im Südwesten an Saint-Priest-la-Plaine.

## Bevölkerungsentwicklung
| Jahr      | 1962 | 1968 | 1975 | 1982 | 1990 | 1999 | 2008 | 2012 |
| --------- | ---- | ---- | ---- | ---- | ---- | ---- | ---- | ---- |
| Einwohner | 347  | 316  | 281  | 253  | 255  | 273  | 271  | 284  |

## Persönlichkeiten
- Jules Marouzeau (1878–1964), Sprachwissenschafter